# Chotýčany
Chotýčany (deutsch Schmiedgraben) ist eine Gemeinde in Tschechien. Sie liegt elf Kilometer nordnordöstlich von Budweis in Südböhmen und gehört zum Okres České Budějovice.

## Geographie
Chotýčany befindet sich rechtsseitig des Moldautales auf der Lischauer Schwelle am Westhang des Pahorek (544 m) über den Quellgründen des Baches Dobřejovický potok. Außerdem entspringen in der Umgebung des Dorfes die Bäche Kyselá voda und Libochovka. Westlich und nördlich wird der Ort von der Bahnstrecke České Budějovice–Veselí nad Lužnicí umfahren, der Bahnhof Chotýčany liegt außerhalb des Dorfes bei der Siedlung U nádraží. An der östlichen Peripherie führt die Dálnice 3 (ein Teil der Europastraße 55) zwischen České Budějovice und Veselí nad Lužnicí.
Nachbarorte sind Budka, Cirhan, Na Libochové und Vlkov im Norden, U nádraží, Vitín und Mazelov im Nordosten, Smržov, Dolní Slověnice und Kolný im Osten, Velechvín und Lhotice im Südosten, Jednota, Chyňava, Libníč und Borek im Süden, Hrdějovice, Hosín und Zámostí im Südwesten, Dobřejovice im Westen sowie Stará Obora, Karbanice, Chlumec und Poněšice im Nordwesten.

## Geschichte
Belege einer frühzeitlichen Besiedlung stellen mehrere bronzezeitliche Hügelgräber aus der Zeit der slawischen Burghügelkultur in der Umgebung des Ortes dar.
Das Dorf entstand in den landesherrlichen Wäldern als Köhlersiedlung am alten Handelsweg von Budweis nach Prag, der hier zwischen dem Budweiser Becken und Wittingauer Becken den höchsten Punkt über die Lischauer Schwelle überwand. Die erste Erwähnung des zur königlichen Froburg gehörigen Dorfes Chotayczany erfolgte 1378 in einer Urkunde Karl IV. Zu den nachfolgenden Besitzern gehörten die Herren von Lobkowicz, von Pernstein, von Neuhaus und die Malovec von Malovice. Die Lage an dem Handelsweg führte 1470 zur Errichtung einer Ausspannwirtschaft. In Kriegszeiten war der Ort von Truppendurchzügen und Plünderungen betroffen, zudem trieben im 16. Jahrhundert in den Wäldern Räuber ihr Unwesen und überfielen durchreisende Kaufleute. Nach finanziellen Spekulationen und der Beteiligung am Ständeaufstand von 1618 wurden die Güter der Malovec von Malovice konfisziert und die Herrschaft 1623 an Baltasar von Marradas übereignet, der sie rekatholisieren ließ.
1661 verkauften die von Marradas die Herrschaft an die Fürsten Schwarzenberg. Im Jahre 1840 bestand Schmiedtgraben / Kotegcan bzw. Chotegcan aus 25 Häusern mit 238 Einwohnern. Im Dorf bestand ein Wirtshaus. Pfarrort war Hosín. Bis zur Mitte des 19. Jahrhunderts blieb das Dorf immer der Herrschaft Frauenberg untertänig.
Nach der Aufhebung der Patrimonialherrschaften bildete Chotýčany / Schmidtgraben ab 1850 einen Ortsteil der Gemeinde Dobřejovice im Bezirk Budweis. 1854 wurde eine eigene Dorfschule errichtet, zuvor fand der Unterricht in Hosín statt. 1868 löste sich Chotýčany von Dobřejovice los und bildete eine eigene Gemeinde. 1873 entstand nördlich des Ortes eine Bahnstation, im Jahr darauf wurde die Bahnstrecke České Budějovice–Veselí nad Lužnicí in Betrieb genommen. Der letzte Meiler wurde 1908 entzündet, danach erlosch die Tradition der Köhlerei. 1910 lebten in Chotýčany / Schmiedgraben 260 tschechischsprachige Einwohner. 1924 erfolgte der Anschluss an das Elektrizitätsnetz. An der Bahnstation bildete sich im 20. Jahrhundert eine Siedlung. Am 1. Juli 1975 erfolgte die Eingemeindung nach Ševětín. Die Schule wurde 1980 geschlossen und sechs Jahre später abgerissen. Nach einem Referendum löste sich Chotýčany zum 24. November 1990 wieder von Ševětín los.

## Gemeindegliederung
Für die Gemeinde Chotýčany sind keine Ortsteile ausgewiesen. Zu Chotýčany gehört ein Teil der Ansiedlung U nádraží. Grundsiedlungseinheiten sind Chotýčany und Chotýčany-U nádraží I.

## Bevölkerungsentwicklung
| Jahr      | 1869 | 1880 | 1890 | 1900 | 1910 | 1921 | 1930 | 1950 | 1961 | 1970 | 1980 | 1991 | 2001 | 2011 | 2021 |
| --------- | ---- | ---- | ---- | ---- | ---- | ---- | ---- | ---- | ---- | ---- | ---- | ---- | ---- | ---- | ---- |
| Einwohner | 241  | 273  | 260  | 260  | 260  | 263  | 268  | 216  | 240  | 224  | 231  | 208  | 219  | 222  | 276  |

## Sehenswürdigkeiten

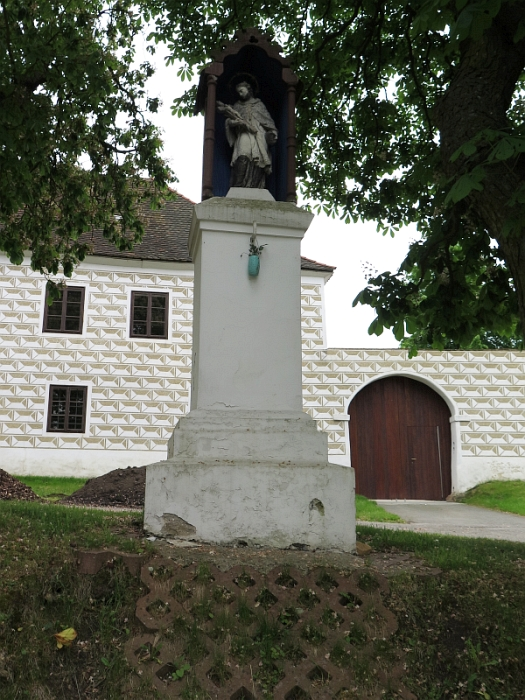
Statue des hl. Johannes von Nepomuk

- Neogotische Kapelle des hl. Wenzel auf dem Dorfplatz, geweiht 1882
- Ausspannwirtschaft Nr. 17, errichtet 1470
- Statue des hl. Johannes von Nepomuk, vor der Ausspanne, geschaffen in der zweiten Hälfte des 18. Jahrhunderts
- Burgstall Hradec, in den Wäldern nordwestlich des Dorfes auf dem gleichnamigen Berg über dem Libochovkatal
- Giebelhöfe im südböhmischen Bauernbarock